# I3 (програма)
i3 — мозаїчний віконний менеджер для X11, створений під впливом віконного менеджера wmii. Налаштовується за допомогою текстового файлу. Дозволяє значно розширити свою функціональність завдяки міжпроцесорній взаємодії за допомогою локальних сокетів. Існує також форк i3-gaps, основною особливістю якого є можливість керувати відступами вікон.
Як і wmii, i3 керується в основному за допомогою клавіатури, причому клавіатурні скорочення схожі на ті що використовуються у текстовому редакторі vi. Наприклад, зміна поточного вікна відбувається натисненням "Mod" і однієї з клавіш переміщення (J, K, L,;), а для переміщення вікна використовується комбінація Shift+(J, K, L, ;).

## Дизайн віконного менеджеру
- Пропонує добре написаний, документований код, що зменшує поріг входження для нових розробників.
- Коректно працює з кількома моніторами.
- Подібно до редактору vi, має кілька режимів роботи. Таким чином одні й ті самі клавіші можуть мати різні функції керування, в залежності від того у якому режимі зараз знаходиться менеджер.
- Використовує дерева як абстракції для керування вікнами. Для кожного піддерева окремо можна змінити режим розбиття (горизонтальний/вертикальний), а для кожного контейнеру - режим розташування вікон (мозаїчний/стековий/вкладки).
- Підтримка кодування UTF-8.
- Реалізує інтерфейс для міжпроцесорної взаємодії. Це дозволяє іншим програмам відправляти команди віконному менеджеру, а також отримувати сповіщення про певні події.

## Порівняння з іншими мозаїчними віконними менеджерами
- i3 не має класичного мені налаштувань і конфігурується за допомогою змини змісту файлу за налаштуваннями. Для налаштування програми не потрібне знання мов програмування.
- на відміну від подібних віконних менеджерів (awesome, dwm, xmonad), у i3 сам має налаштовувати розташування своїх вікон: розділяти їх по горизонталі або вертикалі, змінювати розмір та режим розміщення.

## "Плаваючі" вікна
Хоча i3 і є мозаїчним віконним менеджером, у нього існує можливість створення "плаваючих" вікон - вони з'являються поверх фреймів і можуть переміщуватись та вільно змінювати розмір так само, як в популярних середовищах стільниці, таких як GNOME або KDE.